# Willy Trepp
Willy Trepp (Vicosoprano, 23 de diciembre de 1938) es un deportista suizo que compitió en ciclismo en la modalidad de pista, especialista en la prueba de persecución individual.
Ganó tres medallas en el Campeonato Mundial de Ciclismo en Pista entre los años 1959 y 1961.

## Medallero internacional
| Campeonato Mundial | Campeonato Mundial       | Campeonato Mundial | Campeonato Mundial         |
| Año                | Lugar                    | Medalla            | Competición                |
| ------------------ | ------------------------ | ------------------ | -------------------------- |
| 1959               | Ámsterdam (Países Bajos) | Medalla de bronce  | Persecución individual (A) |
| 1960               | Leipzig (RDA)            | Medalla de plata   | Persecución individual (P) |
| 1961               | Zúrich (Suiza)           | Medalla de plata   | Persecución individual (P) |